# Tetraponera braunsi
Tetraponera braunsi é uma espécie de formiga do gênero Tetraponera, pertencente à subfamília Pseudomyrmecinae.